# 汚染者負担原則
汚染者負担原則（おせんしゃふたんげんそく、polluter-pays principle、略称: PPP）は、本来は、経済協力開発機構（OECD）が1972年5月26日に採択した「環境政策の国際経済的側面に関する指導原則」で勧告された「汚染者支払原則」、すなわち、環境汚染を引き起こす汚染物質の排出源である汚染者に発生した損害の費用をすべて支払わせることを意味していたが、その後、OECD加盟国で採択・実施される過程で変化して、特に日本では公害原因企業の汚染回復責任・被害者救済責任の追及に力点が置かれて、PPPの訳語も「汚染者負担原則」（「汚染原因者負担の原則」「公害発生費用発生者負担の原則」とも言う）として一般に定着している。

## 概要
1972年のOECD委員会では、民間企業に汚染防止のための補助金を与える国と、補助金を与えない国がある場合に、市場で相対的に有利な立場に立つ企業が現れることによる貿易の歪み（一種の非関税障壁）を避けるために、OECD加盟国間の汚染防止の基本原則として「汚染者支払原則」（ppp）を加盟国全体で実施し、汚染者に補助金を与えないことを決定した。しかし、別のOECD勧告では、国家が汚染削減手段の採用を奨励・促進することが望ましい場合には、例外として、汚染者が経済的困難から汚染防止費用を支払うことができない場合、国際貿易の条件を歪めないという条件で時限的に補助金を支給することを認めている。
OECDの「汚染者支払原則」の基本的な考え方は、空気、水、土地などの環境資源を利用し、その費用に対する支払いがなされないことに環境劣化の主因があると見ている。このような外部費用を製品やサービスなどの価格に反映させる（内部化する）ことによって、汚染者が汚染による損害を削減しようとするインセンティブ（誘因）を作り出すことを狙いとしていた。
PPPにおいて費用を支払うのは「汚染者」である。即ち負担費用は生産者のみではなく、その一部は消費者にも回されることになる。費用を内部化することによって、環境汚染が著しい製品やサービスなどに高い価格がつき、消費者の選択に影響を及ぼすことになり、社会全体（生産者と消費者）が環境にやさしい代替品を求める方向性ができる。開放された市場競争における需要と供給は、企業が社会の要求によって迅速かつ効率的に行動することを意味する。

## 日本におけるPPPの理解-「汚染者負担原則」
1950年代にさかのぼる水俣病をはじめ、有機水銀、カドミウム汚染による「公害先進国」である日本では、1960年代から1970年代にかけて公害被害者救済の立ち遅れが厳しく糾弾された。これを背景に、日本では、OECD案にある企業の汚染防止費用の負担だけではなく、汚染環境の修復費用や公害被害者の補償費用についても汚染者負担を基本とする考え方が一般的であり、この拡張したPPP解釈である「汚染者負担原則」に立って、1973年に「公害健康被害補償法」が制定された。
なお、従来から国や地方自治体が対応してきた下水道処理やゴミ処理などは、国民や地域住民の税金で費用が賄われる、いわゆる「共同負担原則」に基づいて行われてきた。ゴミ有料化を求める根拠として「汚染者負担原則」を唱える場合の「汚染者」には、「生産者」だけではなくゴミを発生する一般市民も含まれることに注意すべきである。

## PPPの展開
1975年には欧州共同体（EC）もPPPを汚染防止の国際的原則として採択した。米国でも1980年12月に制定されたスーパーファンド法（1980年包括的環境対処補償責任法）において、有害廃棄物の放出に責任のある者（潜在的責任当事者: PRP）に汚染浄化費用負担義務を課している（Superfund）。
さらに、1992年にリオ・デ・ジャネイロで開催された国連環境開発会議（UNCED）で採択されたリオ宣言の原則15で「重大あるいは取り返しのつかない損害の恐れがあるところでは、十分な科学的確実性がないことを、環境悪化を防ぐ費用対効果の高い対策を引き伸ばす理由にしてはならない」という、いわゆる「予防的取組」が提唱された。PPPにこの予防の考えを適用した「予防的汚染者負担原則」（Precautionary polluter-pays principle、略称PPPP）では、有害性が予想される物質を排出すると見られる製品にあらかじめ税金をかけて、無害であることが証明されれば税を還付するというインセンティブが考案されている。
通常の経済活動による資源・エネルギー消費による環境負荷の問題では、汚染者負担原則の適用が困難な場合があり、特に再生資源利用においてリサイクル推進者として事業者の役割を重視する、拡大生産者責任（Extended producer responsibility、略称EPR）が各国で導入されている。
欧州連合（EU）各国では、汚染者負担原則に基づいて域内を長距離移動するトラックに対して大気汚染・騒音対策と道路保全費用を徴収する「トラック道路利用者課金（LRUC）」構想が進められている。

## 日本における具体的事例
- 島根県馬潟団地周辺水路の底質ダイオキシン類汚染

公害防止事業費事業者負担法により、産業廃棄物処理業者や工場等が浄化費用を負担して浄化が行われている。このほか、各地でダイオキシン類の異性体パターン解析を行い汚染原因者と特定し、底質汚染だけでなく土壌汚染等においても公害防止事業費事業者負担法における汚染原因者負担の取組みが実際に行われている。〈実例・出典は底質汚染に詳しい〉
- 大田区大森南ダイオキシン類土壌汚染の費用負担に係る訴訟

東京都は、平成15年8月、公害防止事業費事業者負担法に基づき、大田区大森南ダイオキシン類土壌汚染対策事業（汚染土壌の無害化処理）に係る費用負担を、汚染原因者である三菱瓦斯化学株式会社に対して求めたところ、同社は同年10月、費用負担の決定の取消しを求めて東京地方裁判所に提訴した。
本件土壌汚染対策は、平成12年、同地域からダイオキシン類汚染土壌が発見されたことを契機に事業を実施しており、現地での汚染土壌の掘削除去は終了している。
三菱瓦斯化学とは、すでに第一次処分である汚染土壌の掘削除去に係る費用負担について訴訟があり、今回の提訴は、掘削除去した土壌の無害化処理に係る費用負担を求める第二次の処分の取消しを求めるもの。
- 古綾瀬川底質対策検討委員会の検討状況

平成16年度は、主に汚染原因の究明として、汚染範囲上流側の表層底質調査と流入水路調査などが実施された。平成17年度は、流入水路調査を継続しているほか、汚染範囲の確定及び汚染土量の計算を行うための補完調査を実施、これらの結果をもとに、対策工法（概略）の案を選定した。また、汚染原因の究明として、ダイオキシン類異性体パターンの統計解析を行い、汚染原因別の寄与割合を算出している。
- 東京都北区豊島五丁目地域ダイオキシン類土壌汚染対策事業に係る費用負担計画

東京都は、土壌の汚染を引き起こした事業者を日産化学工業株式会社とし、対象地で検出されたダイオキシン類は、ほぼすべてが特徴のある同族体組成比及び異性体プロフィールを示しており、対象地のダイオキシン類汚染が同一の原因によるものと考えられるとして、公害防止事業費事業者負担法に基づき費用を請求した。